# Refugi Ernest Mallafré
El refugi Ernest Mallafré o de Sant Maurici és un refugi de muntanya del terme municipal d'Espot, a la comarca del Pallars Sobirà.
Està situat a 1.893 m d'altitud, prop de la presa de l'Estany de Sant Maurici, als peus dels Encantats i dins del Parc Nacional d'Aigüestortes i Estany de Sant Maurici.
Fins a la inauguració com a refugi l'any 1975, l'edifici era el lloc on s'allotjaven els encarregats d'obrir i tancar les comportes de la presa de Sant Maurici. Sempre hi havia algú de guàrdia per poder rebre les trucades de l'empresa Hidroelèctrica de Catalunya, titular de la concessió.
El nom li fou donat en honor d'Ernest Mallafré Planella, que amb només 24 anys va perdre la vida molt a prop, a la vall de Peguera, el darrer dia de l'any 1946, a causa d'un allau durant el descens amb esquís del pic de Monestero.